# Marcela Oliveira Menezes
Marcela Oliveira Menezes (Salvador, 8 de junho de 1986) é uma ginasta brasileira, campeã sul-americana de ginástica rítmica.
Começou a praticar ginástica representando o Colégio ISBA. Faz parte da Seleção Brasileira Permanente de Ginástica Rítimica Conjunto, que foi, na categoria conjunto de fitas, a melhor no pré-Pan de Ginástica Rítmica, evento classificatório para os Jogos Pan-americanos de 2007.